# Dendromus insignis
Dendromus insignis — вид гризунів родини Незомієві (Nesomyidae).

## Поширення
Вид зустрічається у  Демократичній республіці Конго,  Кенії,  Руанді,  Танзанії і Уганді. Вид населяє гірські райони на висоті до 4240 м , вибирає, як правило, пустки і альпійські зони.

## Опис
Хутро на спині червоного забарвлення із темною смугою , черево сірого або темно-сірого кольору. Тіло завдовжки 76-90 мм, довжина хвоста становить 133 % від довжини тіла. Вага миші становить 7-20 г.